# Andrea Anders
Andrea Anders (Madison, 10 mei 1975) is een Amerikaans actrice.
Andrea is geboren in Madison, Wisconsin. In 1993 haalde Andrea haar diploma op de Deforest Area High School in DeForest, Wisconsin. Aan de University of Wisconsin-Stevens Point haalde ze vervolgens haar bachelor diploma Fine Arts (1997). Ze masterde die opleiding in 2001 aan de Rutgers University in New Jersey. Na haar verhuizing naar New York speelde ze op Broadway theatre in voorstellingen zoals Proof and The Graduate. Na twee jaar verhuisde ze naar Los Angeles.
Op televisie was ze onder andere te zien in de sitcom Joey, de spin-off van de populaire serie Friends en The Stepford Wives. Ze heeft ook gespeeld in de sitcom The Class. Sinds maart 2009 is ze te zien in de ABC sitcom Better Off Ted. In het voorjaar van 2011 speelde ze in de door Matthew Perry bedachte comedyserie Mr. Sunshine.
Op de set van de serie Joey kreeg zij in 2006 een relatie met Matt LeBlanc. LeBlanc was toen nog getrouwd met zijn ex-vrouw Melissa McKnight. Na zijn scheiding in 2006 werden Anders en LeBlanc samen als stel gezien. Eind 2014 ging het stel uit elkaar.